# Bell Boeing Quad TiltRotor
El Bell Boeing Quad TiltRotor (QTR) es un derivado propuesto de cuatro rotores del convertiplano V-22 Osprey, desarrollado conjuntamente por Bell Helicopter y Boeing. El concepto es un contendiente en el programa Carguero Pesado Conjunto (Joint Heavy Lift) del Ejército de los Estados Unidos. Tendría una capacidad de carga aproximada a la del C-130 Hercules, una velocidad de crucero de 250 nudos y aterrizaría verticalmente en lugares improvisados como un helicóptero.

## Desarrollo

### Antecedentes
Bell desarrolló su Model D-322 como un concepto de cuatro rotores basculantes en 1979. El equipo Bell Boeing dio a conocer un diseño Quad TilitRotor en 1999, que las compañías habían estado investigando en los dos años previos. El diseño era un transporte V/STOL del tamaño de un C-130 para el programa Transporte Futuro de Rotor (Future Transport Rotorcraft) del Ejército de los Estados Unidos y tendría un 50% de partes comunes con el V-22. El diseño iba a tener un peso máximo al despegue de 45000 kg con una carga útil de 11000 kg en estacionario. El diseño fue reducido para estar más basado en el V-22 y tener una carga útil de 8200 a 9100 kg. Esta versión fue referida como "V-44". Bell recibió contratos para estudiar tecnologías relacionadas en el año 2000. El desarrollo no fue proseguido por el Departamento de Defensa de los Estados Unidos.
Entre 2000 y 2006, fueron realizados estudios de la aerodinámica y prestaciones de un Quad Tilt Rotor, por la University of Maryland, College Park. Este esfuerzo obtuvo fondos inicialmente de la NASA/AFDD y después de Bell. Una investigación experimental en modo helicóptero con efecto suelo descubrió que era posible reducir la descarga del aparato del 10% del empuje total a una carga del 10% del empuje. Un estudio paralelo de Dinámica de Fluidos Computerizada (CFD) confirmó estos hallazgos.

### Estudios del Carguero Pesado Conjunto
En septiembre de 2005, Bell y Boeing recibieron un contrato de coste compartido por un valor de 3,45 millones de dólares del Directorio de Tecnologías Aplicadas a la Aviación del Ejército de los Estados Unidos, para un estudio de análisis y diseño conceptual de 18 meses que perdurase hasta marzo de 2007, conjuntamente con el programa Carguero Pesado Conjunto. El contrato fue adjudicado a Bell Helicopter, que está asociado con los Phantom Works de Boeing. El estudio del QTR es uno de cinco diseños; otro de ellos es también un programa de Boeing, una versión avanzada del CH-47 Chinook.
Durante el estudio del diseño básico inicial, los ingenieros de Bell diseñarán el ala, el motor y el rotor, mientras que el equipo de Boeing diseñará el fuselaje y los sistemas internos. Un acuerdo similar es el usado en el V-22.
Un modelo de túnel de viento a escala un quinto fue sometido a pruebas en el Túnel de Dinámica Transónica en el Centro de Investigación Langley de la NASA en el verano de 2006. El modelo de "semi-envergadura" (representando la mitad de estribor del avión) medía 5,4 m de largo y tenía rotores motorizados de 2,3 m, góndolas operativas y alas "representativas dinámicamente".
El principal objetivo de las pruebas era estudiar los efectos aeroelásticos de los rotores del ala delantera en el ala trasera y establecer una configuración básica del avión. Alan Ewing, encargado del programa QTR de Bell, informó que "las pruebas mostraban que las cargas del vórtice en el rotor trasero son las mismas que las vistas en los rotores delanteros", y "la estabilidad aeroelástica del ala parece exactamente la misma que la de un convertiplano convencional". Estas pruebas usaron un modelo con un rotor de tres palas, las pruebas futuras explorarán los efectos de usar un sistema de cuatro palas.
Además de la investigación realizada conjuntamente bajo contrato, Bell proporcionó fondos para investigación adicional y pruebas de túnel de viento en cooperación con la NASA y el Ejército. Tras la presentación de los informes del estudio de concepto, se espera que comiencen las pruebas de componentes a escala real y posiblemente un programa de pruebas de un vehículo a escala. Pendiente de aprobación, se programó el primer vuelo de un prototipo a escala real para 2012.
El estudio fue completado en mayo de 2007, siendo seleccionado el Quad TiltRotor para su desarrollo. Sin embargo, el blindaje adicional de los vehículos terrestres tripulados de los Sistemas de Combate Futuro causó que su peso se incrementara de 20 a 27 toneladas, lo que requería un avión mayor. A mitad de 2008, el Ejército de los Estados Unidos continuó los estudios del Carguero Pesado Conjunto (JHL) con nuevos contratos para los equipos Bell-Boeing y Karem Aircraft/Lockheed Martin. Los equipos iban a modificar sus diseños para satisfacer las nuevas especificaciones del JHL. El JHL se convirtió en parte del nuevo programa Carguero Conjunto para Futuro Teatro (JFTL) en 2008. A mitad de 2010, el Departamento de Defensa de los Estados Unidos estaba formulando un plan de avión vertical de carga con el JFTL como una parte integrada. El Departamento también solicitó información a la industria aeroespacial sobre tecnologías para el JFTL en octubre de 2010.

## Diseño

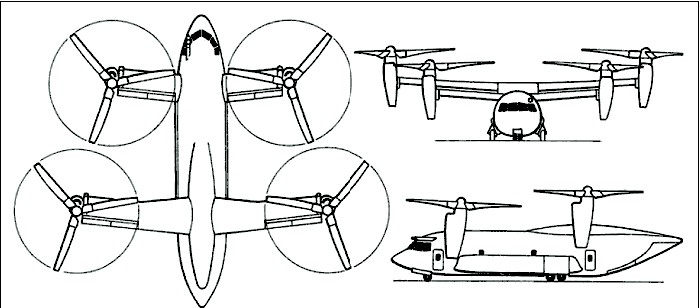
Esquema del Quad TiltRotor.

El diseño conceptual es para un gran avión de alas en tándem con motores del tipo V-22 y rotores de 15,2 m en cada una de las puntas alares. El fuselaje, del tamaño del de un C-130, tendría una bodega de carga de 19 m de largo con una rampa trasera de carga, que podría llevar 110 soldados o 150 pasajeros en asientos estándar. En configuración de carga, podría acomodar ocho pallets 463L.
En adición a la configuración básica, el equipo Bell-Boeing está incluyendo ocho posibles variantes, o "diseños de excursión", incluida una variante embarcada. El equipo de diseño trabaja en cargas de las 16 a las 26 toneladas y en alcances de los 777,8 a los 1852 km. La versión básica incluye una sonda de repostaje totalmente retráctil y un sistema de transmisión interconectada para obtener redundancia motora.
Uno de los diseños de excursión explorados por el equipo, llamado el "Gran Muchacho", tendría rotores de 16,8 m y una bodega de carga de 20,7 m de largo, haciéndola capaz de llevar un pallet 463L adicional y acomodar un vehículo de combate blindado Stryker.

## Aeronaves relacionadas

### Desarrollos relacionados
- Bell Boeing V-22 Osprey
- Bell V-280 Valor

### Aeronaves similares
- Bell X-22
- Curtiss-Wright X-19